# Tomas Lagermand Lundme
Tomas Lagermand Lundme (født 20. maj 1973 på Amager) er forfatter, billedkunstner og dramatiker.

## Biografi
Tomas Lagermand Lundme er opvokset på Amager. Han er uddannet fra Teaterskolen Centrum 1993, Gøglerskolen 1996, Forfatterskolen 1998 og Det Kongelige Danske Kunstakademi 2002. Han har også virket som fotograf, gøgler, skuespiller og skribent for Dagbladet Information. Han er medlem af Dansk Forfatterforening, Danske Dramatikeres Forbund, Billedkunstforbundet, Kunstnersamfundet og Enhedslisten. Han er gift med Jan Lagermand Lundme.

### Romaner
- Forhud, Munksgaard/Rosinante, 1998
- Nation Lisbeth, Borgen, 2001
- En dreng, Borgen, 2002
- Drengen med stjernekaster, Borgen, 2004
- Tomandshånd, Dansklærerforeningens Forlag, 2006
- Amager halshug, Byens Forlag, 2015
- Alt er mit, Gyldendal, 2016
- Når man forveksler kærlighed med en saks, Gyldendal, 2017

### Børnebøger
- Hanne Hundige, Carlsen, 2001
- Hanne Hundige og julen, Carlsen, 2002
- Hanne Hundige og hundene, Carlsen, 2002
- Hanne Hundige og sommerferien, Carlsen, 2003
- Helge elg, Carlsen, 2004
- Umulige Jannik, Carlsen, 2004
- Randi og Bjarne, Carlsen, 2004
- Monicas oprør i køkkenhaveklubben, Carlsen, 2005
- Jonas, Oscar og Peter Ø, Carlsen, 2005
- Albert og Alberte, Carlsen, 2006
- Fuglekonger, Høst 2006

## Udstillinger
- 1991: ”Vandkræ” Tårnbys Hovedbibliotek, Kastrup.
- 1993: ”Splinten i øjet” Sagførernes Aktionslokaler, Århus.
- 1996: ”Sperm In Alium” Galleri Projekt, København.
- 1996: ”Hvordan Går Det?” Eat Me, København.
- 1997: ”The boy destroyed by Mick Jagger” The Gallery, København.
- 1997: ”Monica. Flat Cracker” Galleri Projekt, København.
- 1997: ”Film” Forumgalleriet, Malmö.
- 1997: ”Copenhagen–Berlin” Galerie Bellevue, Berlin.
- 1997: ”Spasser” Kunstakademiets Udstillingssted, København.
- 1997: ”O Super” Højlunds Galleri, Århus.
- 1997: ”Nordiska Videofestival” Galleri 60, Umeå.
- 1997: ”Hammershus” Rådskælderen, København.
- 1998: ”Fuglefri” Kunstcentret Silkeborg Bad.
- 1998: ”Film i teltet” Roskilde Festivalen.
- 1998: ”Gun-Glub. Disco 2000” Nemendagalleri, Rejkavik.
- 1999: ”KunstArt” Vega.
- 1999: ”Scandinavisk Installationskunst” Mosede Fort, Køge.
- 1999: ”Sommerudstillingen” Galleri Marius.
- 1999: ”København-Hamburg,t/r” Galerie Asbæk.
- 2000: ”Madame und Mister” privatlejligheder, Hamburg.
- 2000: ”På Hovedet” Hovedbiblioteket, København.
- 2000: ”KunstArt” Fehler Pan Tappert Gallerie, Berlin.
- 2000: ”X-tra Fede Unge Kunstnere Udstiller Igen” Mosede Fort, Køge.
- 2000: ”Big Lomo Øresund Wall Part 2” Filmhuset.
- 2000: ”Big Lomo Öresund Wall Part 1” Södertull Bron, Malmö.
- 2000: ”En Politisk Udstilling” Kunstakademiets Nye Udstillingssted.
- 2000: ”Support” Galleri Jespersen.
- 2000: ”UNDSKYLD” Galleri Projekt, København.
- 2000: ”Uden Titel” Ringsted Galleriet.
- 2001: ”Kalejdoskop” Portalen, Hundige.
- 2002: ”Glas” Cisternerne under Søndermarken, Frederiksberg.
- 2002: ”Palæstina beholder vi” Galleri Projekt
- 2002: ”Mænd kan også læse lyrik når de står op” Pissoiret, Gråbrødre Torv
- 2002: ”Kammeraterne” (gæst) Den Frie Udstillingsbygning, København.
- 2002: ”Ungkunst2002” Chokladfabriken, Malmø
- 2002: ”Film Festival” Palais de Tokyo, Paris
- 2002: ”copkop2002” Galerie Asbæk
- 2002: ”Proposal” Rooseum, Center for Contemporary Art,
- 2002: ”Exit 2002” Kunstforeningen, Gl. Strand
- 2002: ”Design” Bristol, Oslo
- 2002: ”Rom 02” Lillestrøm
- 2002: ”Woche des Hörspiels” Akademie der Künste, Berlin
- 2003: ”Songs” Aenigma, Spiegelgracht, Amsterdam
- 2003: ”Diana” Cinéma l'Arlequin/Window Immanence/La Gaîté Lyrique à Paris/ENSBA, Paris
- 2003: ”Forspil” Randers Kunstmuseum
- 2003: ”Over land & bjerge” KunstCentret Silkeborg Bad
- 2003: ”Berlin/Paris Film Festival” Podewil/Arsenal/die Brotfabrik, Berlin
- 2003: ”Rencontres Internationales Paris/Berlin” Podewil, Berlin
- 2003: “Club Atlantis Vallarta” Puerto Vallarta, Mexico
- 2003: “Gay Life Expo” Jacob Javits Convention Center, New York
- 2004: ”Røde ro” Galerie Birthe Laursen
- 2004: ”Heksekedel” Traneudstillingen, Gentofte Hovedbibliotek
- 2004: “Journals” Cohrs & Compagnie, Lüneberg
- 2004: “Wäshefabrikation” Schwarzenberg, Berlin
- 2004: “Empire” Conch Republic Drag Show, Key West, Florida
- 2004: “The Library of Unwritten Books” Aspex Gallery, Portsmouth
- 2004: “Cherry 9” Gay-pride, Washington, D.C.
- 2004: “Let`s talk” The Lesbian, Gay, Bisexual & Transgender Community Center, New York
- 2004: “The Last Emperor” Aarhus Took It, Ridehuset, Århus Festuge
- 2004: “People doing strange things with software” Center for Digital Æstetik, Århus Universitetspark
- 2004: “Postitalodiscoacidhousesomething!” Chokladfabriken, Malmø
- 2004: “Hej Bror og Søster” KVINFO, København
- 2005: "Dallas i Thisted"

## Legater
- 2001: Kulturfonden, Dir. J.P. Lund og Hustru Wilhelmine Bugges Legat og Litteraturrådet.
- 2002: Litteraturrådet
- 2002: Billedkunstrådet
- 2003: Statens Kunstfonds arbejdslegat
- 2003: Københavns Billedkunstudvalg
- 2003: Litteraturrådet
- 2003: Billedkunstrådet
- 2004: Statens Kunstfonds arbejdslegat
- 2004: Litteraturrådet